# Rozanna Purcell
Rozanna Purcell (Clonmel, 3 settembre 1990) è una modella irlandese, vincitrice del concorso Miss Universo Irlanda 2010.
Al momento dell'incoronazione, la Purcell era una studentessa di storia e politica presso la University College Dublin. Il 23 agosto 2010 Rozanna Purcell ha rappresentato l'Irlanda a Miss Universo 2010 a Las Vegas.
In occasione di Miss Universo, Rozanna Purcell era fra le favorite alla vittoria. Molti fan, siti di concorsi ed agenzie di scommesse la davano vincitrice. Tuttavia alla fine del concorso, la modella si è piazzata soltanto al settimo posto.